# Геоакустика
Геоаку́стика  — розділ акустики, в якому вивчаються закономірності розподілу пружних хвиль з частотами від 10-1 до 106 Гц в земній корі. Сюди відноситься також дослідження акустичних характеристик гірських порід (швидкості розподілу і загасання пружних хвиль в них). У геоакустиці поряд з поздовжніми вивчаються і інші типи пружних хвиль (поперечні, хвилі Лява, Стоунлі, Лемба). Експериментально встановлено, що швидкості і коефіцієнт загасання поздовжніх пружних хвиль у гірських породах змінюються в межах 300 - 8*103 м/с і 10-3 - 10-1 дБ/м відповідно. Геоакустичні дослідження проводять з метою прогнозу землетрусів (сейсмологія), вивчення будови і властивостей літосфери (глибинне сейсмічне зондування), пошуку та розвідки родовищ і корисних копалин (сейсморозвідка, звуковий каротаж). Порушення і прийом пружних хвиль здійснюються на поверхні Землі, поверхні і дні акваторій, в глибоких свердловинах і гірничих виробках. Поряд з натурними дослідженнями, в Г. використовують також методи УЗ-моделювання хвильових явищ і лабораторні петрофізичні дослідження.
Джерелами пружних хвиль при натурних дослідженнях служать природна і наведена акустична емісія, що виникає при розтріскуваннях масивів гірських порід;  вибухи, що спеціально проводяться; електрогідравлічні вібратори, п'єзоелектричні, магніто-стрикц. та ін випромінювачі звуку. Прийом пружних хвиль ведуть за допомогою спец. приладів - геофонів.
Залежно від інтенсивності пружних хвиль і характеру взаємодії їх з геологічними середовищами Г. можна розділити на лінійну і нелінійну. Для вивчення будови і властивостей геологічних середовищ використовують переважно методи лінійної Г. Методи нелінійної Г., пов'язані з активним впливом пружних хвиль на середовище (зміна температуропровідності, фільтрац. характеристик, тиску насичення вуглеводневих систем та ін), застосовують для інтенсифікації видобутку корисних копалин.